# Chlamydomonas nasuta
Chlamydomonas nasuta là một loài tảo trong họ Chlamydomonadaceae, thuộc chi Chlamydomonas.